# Raspberry Pi 400

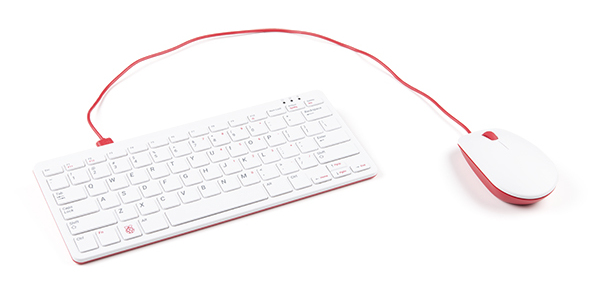
Raspberry Pi 400.

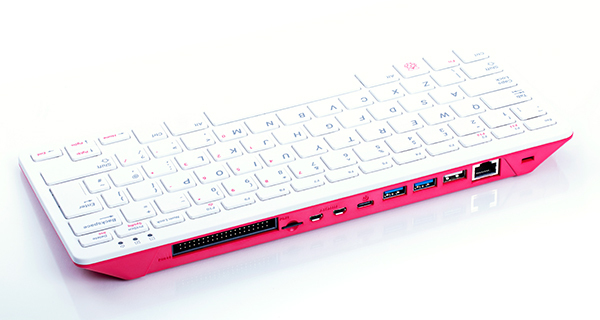
Visão traseira

Raspberry Pi 400 (também chamado de RPi400) é um minicomputador (ou computador de placa única) da série Raspberry Pi (baseado na versão Raspberry Pi 4), um desktop Linux em formato de teclado, lançado em 2020 pela fundação Raspberry Pi; voltado ao usuário com espaço de local de trabalho reduzido e com baixo orçamento.
O modelo apresenta um design de um computador integrado diretamente em um teclado de 79 teclas de padrão americano, com dimensões de: 286 mm × 122 mm × 23 mm. Indicado para quem procura um computador de baixo custo para atividades básicas como: navegação na web, edição de texto, desenvolvimento com codificação leve.

## Antecedente
A fundação percebeu um aumento na demanda por seus dispositivos nos últimos anos, devido à pandemia de coronavírus, quando os usuários buscavam por soluções de baixo custo para trabalhar e estudar em casa.

## História
Este modelo de minicomputador, inspirado nos computadores domésticos da década de 1980, torna a computação universal de código aberto disponível a baixo custo, sendo considerado o sucessor do computador educacional BBC Model B, usado em escolas britânicas.

## Configurações
Possui a placa-mãe semelhante ao modelo Raspberry Pi 4, com processador ARM v8 quad-core Cortex-A72, Broadcom com frequência de 1,8 GHz e 64 bits, acompanhado de 4 GB de memória RAM. Possui saídas HDMI com suporte a vídeo 4K e um IDE padrão Raspberry de 40 pinos. A conectividade pode ser via Bluetooth 5.0, Wi-Fi de 5.0 GHz IEEE 802.11 ac, conector Ethernet e duas portas USB 3.0 e uma porta USB 2.0. Possui entrada para fonte de alimentação DC chaveada de 5.1V 3A com conector USB-C.

## Aquecimento
Uma preocupação constante com esses minicomputadores é quanto ao aquecimento. Embora não seja necessário um ventilador para a placa, a cada versão o calor gerado pelo SOC aumenta. Caso a temperatura passe de um certo ponto, ela afeta o desempenho do aparelho e o clock é reduzido internamente. No caso do Raspberry Pi 400, a solução adotada foi uma chapa de alumínio que recebe o calor do SOC e o espalha por todo o teclado, passando pelas entradas no gabinete sendo então dissipado no ambiente.